# Духново
Духново — деревня в Опочецком районе Псковской области России. 
Входит в состав Болгатовской волости. В Духнове протекает две реки: Шесть и Черничка.

## Население
| 2001 | 2002 | 2010 | 2013 | 2014 | 2015 | 2016 |
| ---- | ---- | ---- | ---- | ---- | ---- | ---- |
| 326  | ↘304 | ↘203 | ↗249 | ↗288 | ↘255 | ↘240 |

Численность населения по состоянию на начало 2001 года составляла 326 жителей.

## История
Деревня основана в 1582 году, о чём свидетельствует камень, стоящий возле местного магазина. В 1910 году в деревне Духново была возведена церковь, которая была разрушена в 1940-х во время Великой Отечественной войны.
В июле 1944 года в Духнове располагался штаб 42-го пехотного полка 19-й дивизии СС. 11 июля 1944 года советские подразделения вступили в бой с противником, располагавшимся в здании штаба. Один из участников этой битвы Батор Басанов получил звание Героя Советского Союза.
В 2007 году была закрыта Духновская школа, поскольку детей в деревне было крайне немного. В 2008 году была снесена местная больница. В 2009 году было принято решение объединить Духновскую и Болгатовскую волости Опочецкого района и в 2010 году это объединение произошло. Центром Болгатовской волости стала деревня Лаптево.
С 1995 до 2010 года деревня была административным центром ныне упразднённой Духновской волости.

## Деревня в современное время
В настоящее время в деревне проживает около ста пятидесяти человек. Большинство домов в деревне — частные. Однако в центре деревни есть несколько квартирных домов.
На данный момент в Духнове работают несколько учреждений: сельский магазин, Дом Культуры, библиотека, сельсовет и аптека. Функционирует также почтовое отделение.